# Ralph Norman
Pour les articles homonymes, voir Norman.
Ralph Warren Norman Jr., né le 20 juin 1953 à Rock Hill (Caroline du Sud), est un homme politique américain membre du Parti républicain. Il représente le 5e district de Caroline du Sud à la Chambre des représentants des États-Unis depuis 2017.

## Biographie

### Jeunesse et carrière politique locale
Après des études au Presbyterian College (en) de Clinton, Ralph Norman commence une carrière dans l'immobilier. En 2005, il entre à la Chambre des représentants de Caroline du Sud, élu d'un district conservateur du comté de York.
En 2006, il se présente à la Chambre des représentants des États-Unis dans le 5e district de Caroline du Sud. Si cette circonscription conservatrice a voté à 57 % pour George W. Bush en 2004, elle a également réélu le démocrate John Spratt avec 63 % des voix. Dans un contexte national défavorable aux républicains, Norman est défait par Spratt, qui le devance de 14 points.
En 2009, il retrouve son ancien siège à la législature de Caroline du Sud. Lors d'une élection partielle, provoquée par la démission du républicain sortant Carl Gullick, il bat la démocrate Kathy Cantrell avec 72 % des voix. Il démissionne de son mandat en février 2017 pour être à nouveau candidat à la Chambre de représentants des États-Unis.

### Représentant des États-Unis
Lorsque Mick Mulvaney — qui a battu à Spratt en 2010 — est nommé directeur du Bureau de la gestion et du budget par Donald Trump, Norman se présente en effet à sa succession. Il arrive en tête du premier tour de la primaire républicaine avec seulement 135 voix d'avance sur le président de la Chambre des représentants de Caroline du Sud, Tommy Pope. Au second tour, il l'emporte par 221 bulletins sur un total de 35 425. Il est élu représentant avec environ 51 % des suffrages contre 48 % pour le démocrate Archie Parnell. Ce résultat serré est considéré comme une surprise dans un district où Mulvaney et Trump avaient devancé leurs adversaires démocrates de plus de 18 points l'année précédente. Il est réélu avec plus de 56 % des voix en novembre 2018, augmentant son avance face à Parnell. Il est ensuite réélu en 2020, 2022 et 2024.

## Positions politiques
À la Chambre des représentants de Caroline du Sud, il est considéré comme l'un des élus les plus conservateurs de l'assemblée. Pendant sa campagne électorale de 2017, il annonce son intention de rejoindre le Freedom Caucus.